# Nachtjagdgeschwader 4
Nachtjagdgeschwader 4 (dobesedno slovensko: Nočni-lovski polk 4; kratica NJG 4) je bil nočno-lovski letalski polk (Geschwader) v sestavi nemške Luftwaffe med drugo svetovno vojno.

## Organizacija
- štab
- I. skupina
- II. skupina
- III. skupina
- IV. skupina

## Vodstvo polka
Poveljniki polka (Geschwaderkommodore)
- Major (Major) Stoltenhoff: 18. april 1941
- Nadporočnik (Oberleutnant) Wolfgang Thimmig: 20. oktober 1943
- Major Heinz-Wolfgang Schnaufer: 14. november 1944